# 星野亮
星野 亮（ほしの りょう、1967年 - ）は、日本のライトノベル作家。

## 経歴
第10回ファンタジア長編小説大賞において準入選を受賞。受賞作品である『ザ・サード 蒼い瞳の刀使い（ソードダンサー）』で富士見ファンタジア文庫からデビュー。以後、シリーズ展開して続刊中の『ザ・サード』シリーズを代表作として、同文庫で活躍を続けている。

## 人物
小説のあとがき（あとがきめいた独白〔モノローグ〕と題されている）では毎回時事ネタやゲームの話題、政治の話題などを書き綴っている。あとがきの最後では担当やイラストレーターへの感謝も忘れない。最近はフィギュアなども趣味とされているようである。編集部いわく「彼は実際筋骨逞しい好青年で、腕立てなら軽く500回はできる」とのこと。現在（2005年）2作品（『ザ・サード』、『オッド・アイ』）を発表しているが、『ザ・サード』で書ききれないことを『オッド・アイ』で、『オッド・アイ』で書ききれないことを『ザ・サード』で、という発言をしている。職業病とも言われる腰痛に悩まされ、カイロプラクティックに通う。尊敬する作家は菊地秀行。執筆作業中に音楽を聞くことが慣例となっているようである。好きなアーティストは天野月子、椎名林檎、東京事変など。「ザ・サードX　次元の闇の黒魔獣」のあとがきには、自律神経失調症とおぼしき極度の体調不良、鬱に近い症状を患っていると記されていた。

## 作品リスト
- がらくた星の物語  （富士見書房　月刊ドラゴンマガジン 1999年７月号掲載）
- 天使たちの踊る街（近代文芸社出版）
- ザ・サード

（イラスト：後藤なお「迷宮の街の忘れもの」まで）
（イラスト：きみしま青、短編集「青の記憶」から、富士見ファンタジア文庫）
（イラスト：士郎正宗、完全版、ミューノベル）
- ザ・サードⅠ～X(本編）12冊
- ザ・サード　短編7冊
- ザ・サード0（外伝）1冊
- 完全版 6冊

- オッド・アイ（イラスト:藤田香、富士見ファンタジア文庫）

- オッド・アイI　時果てる都のエピローグ

- 羽衣幻視（朝日エアロ文庫）